# Processo regenerativo

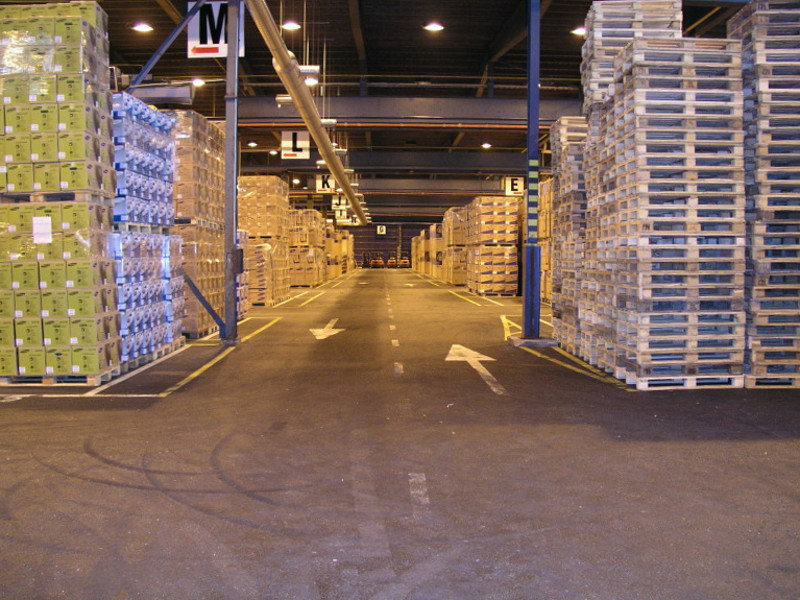
Processos regenerativos têm sido usados para modelar problemas em controle de inventário. O inventário em um armazém tal como o da imagem decresce via um processo estocástico devido às vendas até que seja reabastecido por um novo pedido.

Em probabilidade aplicada, um processo regenerativo é uma classe de processos estocásticos com a propriedade de que certas porções do processo podem ser tratadas como estatisticamente independentes umas das outras. Esta propriedade pode ser usada na derivação de propriedades teóricas de tais processos.

## Histórico
Processos regenerativos foram definidos pela primeira vez pelo matemático britânico radicado nos Estados Unidos Walter L. Smith na Proceedings of the Royal Society A em 1955.

## Definição
Um processo regenerativo é um processo estocástico com pontos de tempo nos quais, a partir de um ponto de vista probabilístico, o processo se reinicia. Estes pontos de tempo podem ser eles próprios determinados pela evolução do processo. Isto equivale a dizer que o processo {\displaystyle \{X(t),t\geq 0\}} é um processo regenerativo se existirem pontos de tempo {\displaystyle 0\leq T_{0}<T_{1}<T_{2}<...}, tal que o processo pós-{\displaystyle T_{k}} {\displaystyle \{X(T_{k}+t):t\geq 0\}}:
- tem a mesma distribuição do processo pós-{\displaystyle T_{0}} {\displaystyle \{X(T_{0}+t):t\geq 0\}};
- é independente do processo pré-{\displaystyle T_{k}} {\displaystyle \{X(t):0\leq t<T_{k}\}}.

para {\displaystyle k\geq 1}. Intuitivamente, isto significa que um processo regenerativo pode ser dividido em ciclos independentes e identicamente distribuídos.
Quando {\displaystyle T_{0}=0}, {\displaystyle X(t)} é chamado de processo regenerativo não atrasado. De outro modo, o processo é chamado de processo regenerativo atrasado.

## Exemplos
- Processos de renovação são processos regenerativos, sendo {\displaystyle T_{1}} a primeira renovação.[5]
- Processos de renovação alternantes, em que um sistema alterna entre um estado "ativo" e um estado "inativo", são processos regenerativos.[5]
- Uma cadeia de Markov recorrente é um processo regenerativo, sendo {\displaystyle T_{1}} o tempo da primeira recorrência.[5] Isto inclui as cadeias de Harris.
- O movimento browniano refletido, em que se mede o tempo que as partículas levam para partir e voltar, é um processo regenerativo.[7]

## Propriedades
- Pelo teorema da renovação com recompensa, com probabilidade 1, {\displaystyle \lim _{t\to \infty }{\frac {1}{t}}\int _{0}^{t}X(s)ds={\frac {\mathbb {E} [R]}{\mathbb {E} [\tau ]}},}

em que {\displaystyle \tau } é o comprimento do primeiro ciclo e {\displaystyle R=\int _{0}^{\tau }X(s)ds} é o valor sobre o primeiro ciclo.
- Uma função mensurável de um processo regenerativo é um processo regenerativo com o mesmo tempo de regeneração.[8]